# Poiana Vărbilău
Poiana Vărbilău – wieś w Rumunii, w okręgu Prahova, w gminie Vărbilău. W 2011 roku liczyła 1275 mieszkańców.